# 蛇场乡
蛇场乡，是中华人民共和国广西壮族自治区百色市隆林各族自治县下辖的一个乡镇级行政单位。

## 行政区划
蛇场乡下辖以下地区：
蛇场村、乐香村、新民村、马场村、新寨村、高山村、新立村和同党村。